# Heliconius guarica
Heliconius guarica är en fjärilsart som beskrevs av Tryon Reakirt 1868. Heliconius guarica ingår i släktet Heliconius och familjen praktfjärilar. Inga underarter finns listade i Catalogue of Life.